# Pasaco
Pasaco – niewielka miejscowość w południowo-wschodniej Gwatemali, w departamencie Jutiapa, około 70 km na południowy zachód od stolicy departamentu, miasta Jutiapa, oraz około 25 km na zachód od granicy z Salwadorem. Miasto leży u podnóża wyżyny, na krańcu nadmorskiej niziny, w odległości około 20 km od wybrzeża  Oceanu Spokojnego. Według danych szacunkowych w 2012 roku liczba ludności miasta wyniosła 2176  mieszkańców. 

## Gmina Pasaco
Jest siedzibą władz gminy o tej samej nazwie, która w 2012 roku liczyła 9289 mieszkańców.  Gmina jak na warunki Gwatemali jest średniej wielkości, a jej powierzchnia obejmuje 308 km². Gmina ma charakter rolniczy.    